# Nahverkehr in Gütersloh
Der Nahverkehr in Gütersloh besteht aus zwei nahezu völlig voneinander getrennten Busnetzen für den Stadt- bzw. Regionalverkehr. Die Kreisstadt in Nordrhein-Westfalen ist durch ihre Lage im direkten Einzugsbereich der Großstadt Bielefeld eng mit dieser verbunden. Der Gütersloher Hauptbahnhof wird im Halbstundentakt von Regionalzügen Bielefeld – Hamm bedient. Er ist IC-Haltepunkt und verfügt außerdem über stündliche Regionalverbindungen Münster – Warendorf – Bielefeld – Herford – Rahden (RB) sowie Minden – Bielefeld – Köln (RE). Zentraler Umsteigepunkt und seit 2008 Endpunkt aller Buslinien ist der zentrale Omnibusbahnhof (ZOB) direkt gegenüber dem Gütersloher Hauptbahnhof.

## Geschichte
Die Stadt erhielt 1847 ihren ersten Bahnanschluss an der Bahnstrecke Hamm–Minden der Köln-Mindener Eisenbahn-Gesellschaft. Diese Hauptbahn hat seit 1887 in Rheda eine Nebenbahnanschluss nach Münster über Warendorf. Zwischen 1900 und 1903 entstand außerdem die Nebenbahnstrecke Ibbenbüren–Lengerich (Westf.)–Gütersloh–Hövelhof der Teutoburger Wald-Eisenbahn (TWE). Der Personenverkehr wurde hier – wegen hoher Verluste seit langem von den Behörden angemahnt – im Mai 1977 (Versmold – Gütersloh Nord) bzw. Oktober 1978 (Reststrecke nach Hövelhof) eingestellt. Ein Güterverkehr besteht auf der gesamten Strecke noch heute. Die TWE bediente ab Juni 1950 auch Strecken im Omnibusbetrieb, so entwickelte sich die ausgegliederte einstige TWE Busverkehrs GmbH bis zur Übernahme durch Veolia Verkehr zum wichtigsten Busbetreiber im Landkreis Wiedenbrück bzw. im späteren Kreis Gütersloh. Auch die Veolia Verkehr Ostwestfalen GmbH verwendet nach der gewonnenen Ausschreibung der Linienbündel Süd-West und Süd-Ost im Kreis Gütersloh die in Stadt und Region vertraute Marken-Bezeichnung „TWE-Bus“. Der Verkehrsbetrieb der Stadtwerke Gütersloh entstand 1937.
Durch die Vergrößerung des Stadtgebietes (besonders infolge der Eingemeindungen 1973 durch das Bielefeld-Gesetz) gehören heute mehrere Bahn-Haltepunkte zur Stadt. Dies sind neben dem Bahnhof Isselhorst-Avenwedde die ehemaligen Stationen der TWE-Strecke Blankenhagen, Gütersloh Carl-Miele-Str., Gütersloh Sunderweg, Gütersloh Ost und Spexard.
Die Stadtwerke Gütersloh GmbH waren bis 2009 auch am Regionalverkehr beteiligt. Sie bedienten die Linien 43 nach Halle – Werther  und 87 nach Ummeln – Bielefeld (durch Auftragsvergabe an das noch heute für moBiel tätige Privatunternehmen). Im Stadtbereich entwickelten sie ein radiales Stadtnetz mit vier Durchmesserlinien und zunächst einstelligen Liniennummern. Ende der 1980er Jahre schlossen sie sich der Bielefelder Verkehrsgemeinschaft Ostwestfalen-Lippe (VOW) an, dem Vorgänger des Verkehrsverbundes OstWestfalenLippe (VVOWL). Als OWL-Tarifverbund entstand Mitte 2000 jedoch nicht der „VVOWL“, sondern der Tarif „Der Sechser“ (OWL Verkehr GmbH). Seit 2017 gilt in Gütersloh der Westfalentarif.
Um nicht mit den Bielefelder Linien zu kollidieren, stellten die Stadtwerke ihren Linienbezeichnungen eine „4“ voran. Bis zur Netzumstellung 2008 bestand damit ein übersichtliches Liniennetz mit den folgenden überwiegend im 30-Minuten-Takt verkehrenden Linien:
- 40: ZOB – Städtisches Klinikum – Drücker Siedlung – Heidewaldschule
- 41: Blankenhagen – Kahlertstraße – ZOB – Herzebrocker Straße – Hans-Böckler-Straße – Landeskrankenhaus (20-Minuten-Takt)
- 42: Friedrichsdorf, Adlerweg – Avenwedde Bahnhof – Zum Stillen Frieden –  Miele Werke – ZOB – Neuenkirchener Straße – Bettentrups Siedlung – Elisabeth-Hospital
- 44: Ohlbrocks Weg  – Brockhäger Straße – ZOB – Sundernstraße – Eimerheide
- 45: Kattenstroth –  Brockweg – Unter den Ulmen – ZOB  – Elbrachts Siedlung – Auf’m Reck
- 47: ZOB – Westring – Herzebrocker Straße – Pavenstädt (einzelne Fahrten, Kleinbus)
- 46 und 49 für den Schülerverkehr in Richtung Auf’m Reck – Am Öhlbach bzw. Ebbesloh

Für die Linie 42 in Richtung Friedrichsdorf kam es zu einer Kooperation mit der Busverkehr Ostwestfalen GmbH (BVO). Am ZOB bestanden direkte Anschlüsse zu den halbstündlich bedienten Linien. Im Schwachlastverkehr gab es bereits Linien mit 200er-Nummern.
1998 wurden zwei Nachtbuslinien eingeführt, die als Rundverkehr ab ZOB die Stadtteile bedienten. Damit gab es einen Anschluss an die Buslinie N11 von Bielefeld. Wegen geringer Nachfrage wurden die beiden Linien nach kurzer Zeit wieder eingestellt.
Nach einer Studie der FH Lippe und Höxter von 1999 betrug der Anteil des öffentlichen Personenverkehrs am gesamten Gütersloher Stadtverkehr nur ca. 6 % und lag damit kaum höher als der Vergleichswert mit Einbezug des ein- und ausbrechenden Regionalverkehrs (5 %). Die Stadtwerke haben mehrfach versucht, durch Ausweitung ihres Angebotes (z. B. zusätzliche Linien in Richtung Isselhorst und Sürenheide) die Fahrgastzahlen (in den 1990er Jahren ca. 3,5 Millionen; 1994 3,36 Mio., 1998 3,8 Mio.) zu steigern, mussten diese Versuche mangels Nachfrage allerdings stets schnell wieder aufgeben.
In Zusammenarbeit mit der Stadtverwaltung und im Sinne des gültigen Nahverkehrsplanes für Gütersloh erfolgte 2008 eine Netzumstellung. Nunmehr enden alle Stadtbusse am ZOB, sie erhielten außerdem neue Bezeichnungen (im Uhrzeigersinn radial um den Startpunkt herum geordnet). Die Linienanzahl nahm dabei erheblich zu, auch durch Schülerlinien sowie ein neues Abend- und  Wochenendnetz. Leicht merkbaren Grundlinien (201 bis 209) stehen damit viele zusätzliche Linien des Regional-, Schüler- und Abendverkehrs gegenüber (mit 70er, 80er, 90er Nummern sowie neun Linien mit Bezeichnungen zwischen 211 und 219). Durch die Aufteilung der durchgehenden Stadtlinien wurden Kurzfahrten im Innenstadtbereich, die bisher mit dem Kurzstreckentarif (vier Haltestellen ohne Umsteigeberechtigung) preiswert möglich waren, erheblich teurer, wenn diese über den neuen Endpunkt ZOB hinausgehen (also z. B. eine Fahrt ab Miele Werke zum Alten Kirchplatz).

## Aktuelles Liniennetz

### Bahnlinien
Die Bahnlinie RB 69 mit Halt in Isselhorst-Avenwedde fährt täglich im Stundentakt, damit verfügt Gütersloh über eine innerstädtische Bahnverbindung. Betreiber ist die Eurobahn.

### Stadtbus Gütersloh
Das Stadtbus-Netz wird von der Stadtbus Gütersloh GmbH – Eine Tochtergesellschaft der Stadtwerke Gütersloh betrieben. Hierzu ist rückwirkend zum 1. Januar 2017 eine eigene Tochtergesellschaft (Stadtbus Gütersloh GmbH) gegründet worden.

#### Stadtbuslinien
Stand: Juli 2020
| Linie | Linienverlauf | Takt   |
| ----- | --- | ------ |
| 201   | ZOB – Miele Werke – Zum Stillen Frieden – Avenwedde Bahnhof – Friedrichsdorf                                         | 30 Min |
| 202   | ZOB – Verler Straße – Welle – Eimerheide – Arvato                                                                    | 30 Min |
| 203   | ZOB – Oststraße – Welle – Am Hüttenbrink – Arvato – Determeyersiedlung                                               | 30 Min |
| 204   | ZOB – Alter Kirchplatz – Stadtbibliothek – Finanzamt – Drücker Siedlung – Heidewaldschule                            | 30 Min |
| 205   | ZOB – Alter Kirchplatz – Stadtbibliothek – Städt. Klinikum – Elisabeth Hospital – Spexarder Bahnhof – Am Hüttenbrink | 30 Min |
| 206   | ZOB – Lindenstraße – Brockweg – Janusz Korczak Schule                                                                | 30 Min |
| 207   | ZOB – Alter Kirchplatz – Feuerbornstr. – Hans-Böckler-Straße – Rhedaer Straße                                        | 30 Min |
| 208   | ZOB – Alter Kirchplatz – Stadthalle/Theater – Herzebrocker Straße – LWL Klinik                                       | 30 MIn |
| 209   | ZOB – Rathaus – Friedensstraße – Kreishaus                                                                           | 30 Min |
| 210   | ZOB – Rathaus – Hohenzollernstraße – Ohlbrocksweg                                                                    | 30 Min |
| 211   | ZOB – Rathaus – Kahlertstraße – Blankenhagen – Niehorst                                                              | 30 Min |

#### Elektromobilität
Die ersten beiden Elektrobusse wurden im Juni 2025 in Betrieb genommen. Es handelt sich um einen Solobus und eine Gelenkbus vom Typ Lion’s City E de Herstellers MAN.
In den nächsten Monaten werden fünf weitere Gelenkbusse und neun Solobusse folgen. Danach können rund 43 % der gefahrenen Buskilometer lokal emissionsfrei zurückgelegt werden.

### Regionalverkehr
Wichtigste Betreiber sind heute die BVO und die Veolia Verkehr Ostwestfalen GmbH. Die Linien wurden ausgeschrieben und im Bereich Gütersloh-Nordwest zum 1. Januar 2011, im Bereich Südost zum 1. Januar 2012 neu vergeben. Bisherige Betreiber waren die zur Veolia Verkehr gehörende RegioBus Gütersloh GmbH (vormals TWE) und das Unternehmen Wittler & Voßhans GmbH (Schloss Holte).
| Linie   | Linienverlauf                                                                         | Betreiber                             |
| ------- | ------------------------------------------------------------------------------------- | ------------------------------------- |
| 43      | ZOB – Brockhagen – Halle (Westf)                                                      | Busverkehr Ostwestfalen               |
| 44      | ZOB – Kreishaus – Pixel (Taxibus)                                                     | TWV Bus                               |
| 71      | ZOB – Marienfeld – Harsewinkel – Peckeloh – Versmold (auch Schnellbusse)              | TWV Bus                               |
| 73      | ZOB – Verl – Bornholte – Hövelhof                                                     | TWV Bus                               |
| 74      | ZOB – Herzebrock – Clarholz                                                           | TWV Bus                               |
| 77      | ZOB – Spexard – Varensell – Neuenkirchen – Rietberg – Westerwiehe (auch Schnellbusse) | TWV Bus                               |
| 79      | ZOB – Wiedenbrück – Rheda                                                             | TWV Bus                               |
| 79.1    | ZOB – Kreishaus – Pixel – Rheda – Wiedenbrück                                         | TWV Bus                               |
| 85      | ZOB – Sürenheide – Verl – Sende – Schloss Holte                                       | TWV Bus                               |
| 87 / 95 | ZOB – Isselhorst – Ummeln – Bielefeld                                                 | moBiel / Busverkehr Ostwestfalen (95) |
| 94      | ZOB – Avenwedde – Friedrichsdorf – Senne – Bielefeld-Brackwede                        | moBiel / Busverkehr Ostwestfalen      |
| N11     | ZOB – Isselhorst – Ummeln – Bielefeld (Nachtbus, kein Verbundtarif)                   | moBiel / Busverkehr Ostwestfalen      |

Außerdem gibt es Berufs- und Schülerverkehre.

## Zukunft
Seit längerem wird über eine Wiederbelebung des Personenverkehrs auf der Nebenbahnstrecke Harsewinkel–Gütersloh–Verl nachgedacht. Im Juni 2010 hat die Teutoburger Wald-Eisenbahn (TWE) eine Presseveröffentlichung herausgegeben, in der ein dauerhafter Erhalt ihrer Strecke allein für den Güterverkehr als nicht rentabel dargestellt wird. Nur zusammen mit einer Reaktivierung mindestens einer Teilstrecke für den Personenverkehr könne der Bestand garantiert werden. Daraufhin erfolgte seitens des Verkehrsverbundes eine Zusage, sich für einen Personenverkehr zwischen zunächst Verl und Harsewinkel, später auch Versmold und Hövelhof (mit Anschluss Richtung Paderborn) einzusetzen. Eine finanzielle Beteiligung an den Betriebskosten seitens der Städte Gütersloh, Harsewinkel und Verl sowie des Kreises Gütersloh gilt bereits als sicher (es gibt entsprechende Rats- und Kreistagsbeschlüsse dazu).
Die grundsätzliche Entscheidung über die notwendige Förderung des Streckenausbaus durch das Land NRW soll 2016 erfolgen.
Unter der Bezeichnung „Das schnelle Netz“ planten Stadt und Stadtwerke Gütersloh seit 2012 eine weitgehende Umstellung ihres Bussystems. Das zum Sommer 2015 umzusetzende neue Linienkonzept sieht bei einem Verzicht auf zeitraubende Schleifenfahrten eine schnellere Erreichbarkeit der Gütersloher Innenstadt und durch gleichbleibende Linienwege an allen Betriebstagen und Uhrzeiten eine größere Klarheit vor. Ein an Werktagen einheitlicher 30-minütiger Grundtakt soll dabei am ZOB verlässliche Anschlussmöglichkeiten zwischen allen Stadt- und Regionalbuslinien und mit dem Bahnverkehr am Hbf ermöglichen. Politische Vorgabe für das am 4. November 2014 vom Planungsausschuss beschlossene neue Grundliniennetz ist, dass sich das neue Konzept im Rahmen des bisherigen Zuschussbedarfs von jährlich ca. 3 Mio. Euro umsetzten lässt. Ein Mobilitätsarbeitskreis ÖPNV ist beauftragt, zusätzliche Konzeptbestandteile wie Marketing, Haltestellen sowie die Tarifgestaltung weiterzuentwickeln. Ferner sind mit dem Kreis Gütersloh Verhandlungen über die Anbindung des Stadtteils Isselhorst an den Bahnhof Isselhorst-Avenwedde mit einer der bestehenden Regionalbuslinien aufzunehmen.